# Aire d'attraction de Laon
L'aire d'attraction de Laon est une aire d'attraction des Hauts-de-France, centrée sur la ville de Laon.
Elle est un zonage d'étude défini par l'Insee pour caractériser l'influence de la commune de Laon sur les communes environnantes. Publiée en octobre 2020, elle se substitue à l'aire urbaine de Laon, dont le dernier zonage remontait à 2010.

## Définition
L'aire d'attraction d'une ville est composée d'un pôle, défini à partir de critères de population et d’emploi ainsi que d’une couronne constituée des communes dont au moins 15 % des actifs travaillent dans le pôle. Le pôle d'attraction constitue ainsi un point de convergence des déplacements domicile-travail,.

## Type et composition
L'aire de Laon est une aire départementale qui comporte 105 communes. Laon en est la commune-centre.
Elle est catégorisée dans les aires de 50 000 à moins de 200 000 habitants, une catégorie qui regroupe 29,4 % de la population des Hauts-de-France et 12,2 % au niveau national. L'aire d'attraction de Laon est la 18e aire régionale des Hauts-de-France, représentant 1,1 % de la population régionale.

### Carte

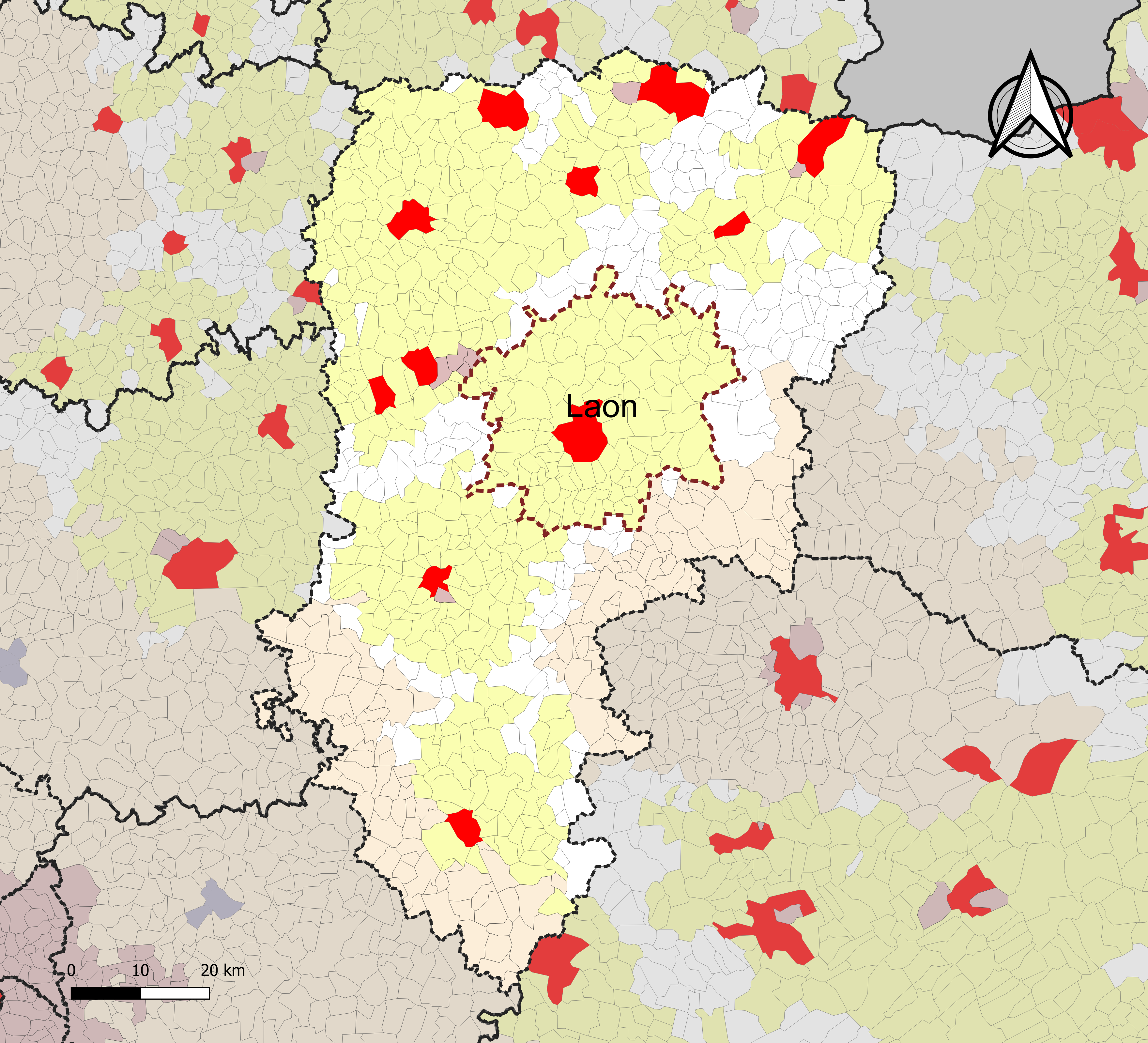
Carte de localisation l'aire d'attraction de Laon dans le département de l'Aisne.

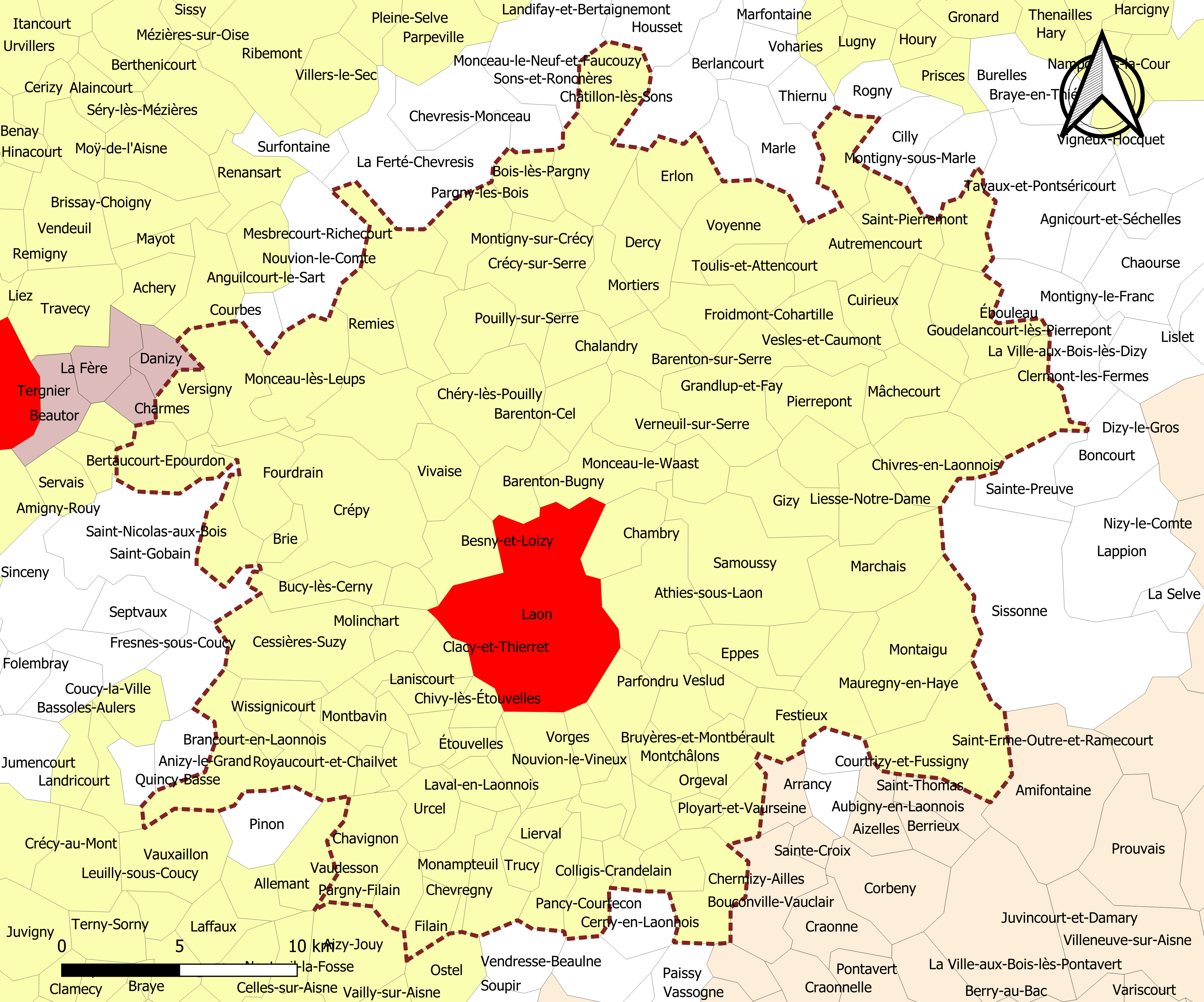
Carte de l'aire d'attraction de Laon.
Commune-centre
Commune du pôle principal
Commune de la couronne

### Composition communale
Les 105 communes de l'aire attractive de Laon et leur population municipale en 2022 : 
| Nom                           | Code Insee | Département | Statut                 | Superficie (km2) | Population (dernière pop. légale) | Densité (hab./km2) | Modifier                                    |
| ----------------------------- | ---------- | ----------- | ---------------------- | ---------------- | --------------------------------- | ------------------ | ------------------------------------------- |
| Laon (commune-centre)         | 02408      | Aisne       | commune-centre         | 42,00            | 24 066 (2022)                     | 573                | modifier les données · modifier les données |
| Anizy-le-Grand                | 02018      | Aisne       | commune de la couronne | 20,57            | 2 510 (2022)                      | 122                | modifier les données · modifier les données |
| Assis-sur-Serre               | 02027      | Aisne       | commune de la couronne | 8,04             | 203 (2022)                        | 25                 | modifier les données · modifier les données |
| Athies-sous-Laon              | 02028      | Aisne       | commune de la couronne | 15,44            | 2 600 (2022)                      | 168                | modifier les données · modifier les données |
| Aulnois-sous-Laon             | 02037      | Aisne       | commune de la couronne | 10,01            | 1 366 (2022)                      | 136                | modifier les données · modifier les données |
| Autremencourt                 | 02039      | Aisne       | commune de la couronne | 9,15             | 175 (2022)                        | 19                 | modifier les données · modifier les données |
| Barenton-Bugny                | 02046      | Aisne       | commune de la couronne | 11,38            | 556 (2022)                        | 49                 | modifier les données · modifier les données |
| Barenton-Cel                  | 02047      | Aisne       | commune de la couronne | 6,69             | 108 (2022)                        | 16                 | modifier les données · modifier les données |
| Barenton-sur-Serre            | 02048      | Aisne       | commune de la couronne | 8,05             | 128 (2022)                        | 16                 | modifier les données · modifier les données |
| Bertaucourt-Epourdon          | 02074      | Aisne       | commune de la couronne | 7,46             | 586 (2022)                        | 79                 | modifier les données · modifier les données |
| Besny-et-Loizy                | 02080      | Aisne       | commune de la couronne | 9,76             | 314 (2022)                        | 32                 | modifier les données · modifier les données |
| Bièvres                       | 02088      | Aisne       | commune de la couronne | 2,64             | 80 (2022)                         | 30                 | modifier les données · modifier les données |
| Bois-lès-Pargny               | 02096      | Aisne       | commune de la couronne | 10,32            | 188 (2022)                        | 18                 | modifier les données · modifier les données |
| Bourguignon-sous-Montbavin    | 02108      | Aisne       | commune de la couronne | 1,92             | 146 (2022)                        | 76                 | modifier les données · modifier les données |
| Brie                          | 02122      | Aisne       | commune de la couronne | 2,80             | 54 (2022)                         | 19                 | modifier les données · modifier les données |
| Bruyères-et-Montbérault       | 02128      | Aisne       | commune de la couronne | 11,61            | 1 419 (2022)                      | 122                | modifier les données · modifier les données |
| Bucy-lès-Cerny                | 02132      | Aisne       | commune de la couronne | 8,74             | 188 (2022)                        | 22                 | modifier les données · modifier les données |
| Bucy-lès-Pierrepont           | 02133      | Aisne       | commune de la couronne | 14,46            | 406 (2022)                        | 28                 | modifier les données · modifier les données |
| Cerny-lès-Bucy                | 02151      | Aisne       | commune de la couronne | 3,19             | 113 (2022)                        | 35                 | modifier les données · modifier les données |
| Cessières-Suzy                | 02153      | Aisne       | commune de la couronne | 20,21            | 796 (2022)                        | 39                 | modifier les données · modifier les données |
| Chaillevois                   | 02155      | Aisne       | commune de la couronne | 2,17             | 197 (2022)                        | 91                 | modifier les données · modifier les données |
| Chalandry                     | 02156      | Aisne       | commune de la couronne | 7,66             | 242 (2022)                        | 32                 | modifier les données · modifier les données |
| Chambry                       | 02157      | Aisne       | commune de la couronne | 8,89             | 831 (2022)                        | 93                 | modifier les données · modifier les données |
| Chamouille                    | 02158      | Aisne       | commune de la couronne | 3,34             | 270 (2022)                        | 81                 | modifier les données · modifier les données |
| Chavignon                     | 02174      | Aisne       | commune de la couronne | 11,55            | 852 (2022)                        | 74                 | modifier les données · modifier les données |
| Chérêt                        | 02177      | Aisne       | commune de la couronne | 3,71             | 146 (2022)                        | 39                 | modifier les données · modifier les données |
| Chermizy-Ailles               | 02178      | Aisne       | commune de la couronne | 10,95            | 121 (2022)                        | 11                 | modifier les données · modifier les données |
| Chéry-lès-Pouilly             | 02180      | Aisne       | commune de la couronne | 17,22            | 737 (2022)                        | 43                 | modifier les données · modifier les données |
| Chevregny                     | 02183      | Aisne       | commune de la couronne | 8,85             | 191 (2022)                        | 22                 | modifier les données · modifier les données |
| Chivres-en-Laonnois           | 02189      | Aisne       | commune de la couronne | 13,56            | 354 (2022)                        | 26                 | modifier les données · modifier les données |
| Chivy-lès-Étouvelles          | 02191      | Aisne       | commune de la couronne | 3,54             | 488 (2022)                        | 138                | modifier les données · modifier les données |
| Clacy-et-Thierret             | 02196      | Aisne       | commune de la couronne | 4,21             | 294 (2022)                        | 70                 | modifier les données · modifier les données |
| Colligis-Crandelain           | 02205      | Aisne       | commune de la couronne | 6,53             | 212 (2022)                        | 32                 | modifier les données · modifier les données |
| Coucy-lès-Eppes               | 02218      | Aisne       | commune de la couronne | 6,03             | 647 (2022)                        | 107                | modifier les données · modifier les données |
| Couvron-et-Aumencourt         | 02231      | Aisne       | commune de la couronne | 13,33            | 931 (2022)                        | 70                 | modifier les données · modifier les données |
| Crécy-sur-Serre               | 02237      | Aisne       | commune de la couronne | 17,90            | 1 487 (2022)                      | 83                 | modifier les données · modifier les données |
| Crépy                         | 02238      | Aisne       | commune de la couronne | 27,70            | 1 807 (2022)                      | 65                 | modifier les données · modifier les données |
| Cuirieux                      | 02248      | Aisne       | commune de la couronne | 6,46             | 154 (2022)                        | 24                 | modifier les données · modifier les données |
| Dercy                         | 02261      | Aisne       | commune de la couronne | 11,17            | 394 (2022)                        | 35                 | modifier les données · modifier les données |
| Ébouleau                      | 02274      | Aisne       | commune de la couronne | 13,03            | 173 (2022)                        | 13                 | modifier les données · modifier les données |
| Eppes                         | 02282      | Aisne       | commune de la couronne | 7,71             | 438 (2022)                        | 57                 | modifier les données · modifier les données |
| Erlon                         | 02283      | Aisne       | commune de la couronne | 8,90             | 284 (2022)                        | 32                 | modifier les données · modifier les données |
| Étouvelles                    | 02294      | Aisne       | commune de la couronne | 2,38             | 207 (2022)                        | 87                 | modifier les données · modifier les données |
| Festieux                      | 02309      | Aisne       | commune de la couronne | 6,67             | 707 (2022)                        | 106                | modifier les données · modifier les données |
| Fourdrain                     | 02329      | Aisne       | commune de la couronne | 9,45             | 414 (2022)                        | 44                 | modifier les données · modifier les données |
| Fressancourt                  | 02335      | Aisne       | commune de la couronne | 2,51             | 171 (2022)                        | 68                 | modifier les données · modifier les données |
| Froidmont-Cohartille          | 02338      | Aisne       | commune de la couronne | 8,81             | 246 (2022)                        | 28                 | modifier les données · modifier les données |
| Gizy                          | 02346      | Aisne       | commune de la couronne | 10,25            | 634 (2022)                        | 62                 | modifier les données · modifier les données |
| Goudelancourt-lès-Pierrepont  | 02350      | Aisne       | commune de la couronne | 8,73             | 141 (2022)                        | 16                 | modifier les données · modifier les données |
| Grandlup-et-Fay               | 02353      | Aisne       | commune de la couronne | 20,30            | 271 (2022)                        | 13                 | modifier les données · modifier les données |
| Laniscourt                    | 02407      | Aisne       | commune de la couronne | 3,00             | 213 (2022)                        | 71                 | modifier les données · modifier les données |
| Laval-en-Laonnois             | 02413      | Aisne       | commune de la couronne | 4,51             | 248 (2022)                        | 55                 | modifier les données · modifier les données |
| Lierval                       | 02429      | Aisne       | commune de la couronne | 3,77             | 120 (2022)                        | 32                 | modifier les données · modifier les données |
| Liesse-Notre-Dame             | 02430      | Aisne       | commune de la couronne | 9,96             | 1 265 (2022)                      | 127                | modifier les données · modifier les données |
| Mâchecourt                    | 02448      | Aisne       | commune de la couronne | 10,08            | 109 (2022)                        | 11                 | modifier les données · modifier les données |
| Marchais                      | 02457      | Aisne       | commune de la couronne | 15,30            | 391 (2022)                        | 26                 | modifier les données · modifier les données |
| Martigny-Courpierre           | 02471      | Aisne       | commune de la couronne | 4,46             | 135 (2022)                        | 30                 | modifier les données · modifier les données |
| Mauregny-en-Haye              | 02472      | Aisne       | commune de la couronne | 10,46            | 403 (2022)                        | 39                 | modifier les données · modifier les données |
| Merlieux-et-Fouquerolles      | 02478      | Aisne       | commune de la couronne | 5,77             | 255 (2022)                        | 44                 | modifier les données · modifier les données |
| Mesbrecourt-Richecourt        | 02480      | Aisne       | commune de la couronne | 8,98             | 318 (2022)                        | 35                 | modifier les données · modifier les données |
| Missy-lès-Pierrepont          | 02486      | Aisne       | commune de la couronne | 6,60             | 106 (2022)                        | 16                 | modifier les données · modifier les données |
| Molinchart                    | 02489      | Aisne       | commune de la couronne | 4,47             | 355 (2022)                        | 79                 | modifier les données · modifier les données |
| Monampteuil                   | 02490      | Aisne       | commune de la couronne | 5,86             | 123 (2022)                        | 21                 | modifier les données · modifier les données |
| Monceau-lès-Leups             | 02492      | Aisne       | commune de la couronne | 13,30            | 434 (2022)                        | 33                 | modifier les données · modifier les données |
| Monceau-le-Waast              | 02493      | Aisne       | commune de la couronne | 5,41             | 216 (2022)                        | 40                 | modifier les données · modifier les données |
| Mons-en-Laonnois              | 02497      | Aisne       | commune de la couronne | 4,10             | 1 148 (2022)                      | 280                | modifier les données · modifier les données |
| Montaigu                      | 02498      | Aisne       | commune de la couronne | 23,51            | 766 (2022)                        | 33                 | modifier les données · modifier les données |
| Montbavin                     | 02499      | Aisne       | commune de la couronne | 5,44             | 40 (2022)                         | 7,4                | modifier les données · modifier les données |
| Montchâlons                   | 02501      | Aisne       | commune de la couronne | 6,76             | 74 (2022)                         | 11                 | modifier les données · modifier les données |
| Monthenault                   | 02508      | Aisne       | commune de la couronne | 2,94             | 145 (2022)                        | 49                 | modifier les données · modifier les données |
| Montigny-sous-Marle           | 02516      | Aisne       | commune de la couronne | 7,33             | 70 (2022)                         | 9,5                | modifier les données · modifier les données |
| Montigny-sur-Crécy            | 02517      | Aisne       | commune de la couronne | 8,53             | 299 (2022)                        | 35                 | modifier les données · modifier les données |
| Mortiers                      | 02529      | Aisne       | commune de la couronne | 6,39             | 184 (2022)                        | 29                 | modifier les données · modifier les données |
| La Neuville-Bosmont           | 02545      | Aisne       | commune de la couronne | 9,98             | 187 (2022)                        | 19                 | modifier les données · modifier les données |
| Neuville-sur-Ailette          | 02550      | Aisne       | commune de la couronne | 4,45             | 119 (2022)                        | 27                 | modifier les données · modifier les données |
| Nouvion-le-Vineux             | 02561      | Aisne       | commune de la couronne | 3,53             | 143 (2022)                        | 41                 | modifier les données · modifier les données |
| Orgeval                       | 02573      | Aisne       | commune de la couronne | 2,41             | 55 (2022)                         | 23                 | modifier les données · modifier les données |
| Pancy-Courtecon               | 02583      | Aisne       | commune de la couronne | 6,37             | 56 (2022)                         | 8,8                | modifier les données · modifier les données |
| Parfondru                     | 02587      | Aisne       | commune de la couronne | 9,08             | 351 (2022)                        | 39                 | modifier les données · modifier les données |
| Pargny-et-Filain              | 02589      | Aisne       | commune de la couronne | 9,79             | 371 (2022)                        | 38                 | modifier les données · modifier les données |
| Pargny-les-Bois               | 02591      | Aisne       | commune de la couronne | 6,83             | 140 (2022)                        | 20                 | modifier les données · modifier les données |
| Pierrepont                    | 02600      | Aisne       | commune de la couronne | 10,54            | 336 (2022)                        | 32                 | modifier les données · modifier les données |
| Ployart-et-Vaurseine          | 02609      | Aisne       | commune de la couronne | 4,93             | 23 (2022)                         | 4,7                | modifier les données · modifier les données |
| Pouilly-sur-Serre             | 02617      | Aisne       | commune de la couronne | 9,90             | 496 (2022)                        | 50                 | modifier les données · modifier les données |
| Presles-et-Thierny            | 02621      | Aisne       | commune de la couronne | 8,33             | 400 (2022)                        | 48                 | modifier les données · modifier les données |
| Remies                        | 02638      | Aisne       | commune de la couronne | 8,98             | 240 (2022)                        | 27                 | modifier les données · modifier les données |
| Rogécourt                     | 02651      | Aisne       | commune de la couronne | 5,54             | 94 (2022)                         | 17                 | modifier les données · modifier les données |
| Royaucourt-et-Chailvet        | 02661      | Aisne       | commune de la couronne | 3,04             | 228 (2022)                        | 75                 | modifier les données · modifier les données |
| Saint-Erme-Outre-et-Ramecourt | 02676      | Aisne       | commune de la couronne | 20,11            | 1 700 (2022)                      | 85                 | modifier les données · modifier les données |
| Saint-Nicolas-aux-Bois        | 02685      | Aisne       | commune de la couronne | 6,64             | 116 (2022)                        | 17                 | modifier les données · modifier les données |
| Saint-Pierremont              | 02689      | Aisne       | commune de la couronne | 6,98             | 40 (2022)                         | 5,7                | modifier les données · modifier les données |
| Samoussy                      | 02697      | Aisne       | commune de la couronne | 25,04            | 387 (2022)                        | 15                 | modifier les données · modifier les données |
| Sons-et-Ronchères             | 02727      | Aisne       | commune de la couronne | 9,20             | 207 (2022)                        | 23                 | modifier les données · modifier les données |
| Toulis-et-Attencourt          | 02745      | Aisne       | commune de la couronne | 7,42             | 112 (2022)                        | 15                 | modifier les données · modifier les données |
| Trucy                         | 02751      | Aisne       | commune de la couronne | 3,01             | 141 (2022)                        | 47                 | modifier les données · modifier les données |
| Urcel                         | 02755      | Aisne       | commune de la couronne | 7,20             | 539 (2022)                        | 75                 | modifier les données · modifier les données |
| Vaucelles-et-Beffecourt       | 02765      | Aisne       | commune de la couronne | 4,03             | 233 (2022)                        | 58                 | modifier les données · modifier les données |
| Verneuil-sur-Serre            | 02787      | Aisne       | commune de la couronne | 7,86             | 255 (2022)                        | 32                 | modifier les données · modifier les données |
| Versigny                      | 02788      | Aisne       | commune de la couronne | 12,89            | 467 (2022)                        | 36                 | modifier les données · modifier les données |
| Vesles-et-Caumont             | 02790      | Aisne       | commune de la couronne | 10,34            | 243 (2022)                        | 24                 | modifier les données · modifier les données |
| Veslud                        | 02791      | Aisne       | commune de la couronne | 4,13             | 269 (2022)                        | 65                 | modifier les données · modifier les données |
| Vivaise                       | 02821      | Aisne       | commune de la couronne | 9,02             | 662 (2022)                        | 73                 | modifier les données · modifier les données |
| Vorges                        | 02824      | Aisne       | commune de la couronne | 4,78             | 383 (2022)                        | 80                 | modifier les données · modifier les données |
| Voyenne                       | 02827      | Aisne       | commune de la couronne | 13,97            | 309 (2022)                        | 22                 | modifier les données · modifier les données |
| Wissignicourt                 | 02834      | Aisne       | commune de la couronne | 4,46             | 154 (2022)                        | 35                 | modifier les données · modifier les données |